# One Direction
One Direction var ett brittiskt-irländskt pojkband som bestod av Niall Horan, Liam Payne, Harry Styles, Louis Tomlinson och tidigare (2010–2015)  Zayn Malik. Gruppen bildades den 23 juli 2010 som en grupp med fem medlemmar, med Zayn Malik (som lämnade bandet 2015) inför den sjunde säsongen (augusti–december 2010) av den brittiska TV-serien The X Factor, dit medlemmarna alla hade sökt enskilt. De kom på tredje plats i tävlingen. Efter The X Factor undertecknade gruppen ett skivkontrakt med SYCO Music.  
One Directions debutsingel What Makes You Beautiful gavs ut den 11 september 2011. Den kom på första plats på den brittiska singellistan. De gav ut sin andra singel Gotta Be You den 13 november 2011 som följdes av debutalbumet Up All Night den 21 november. "Drag Me Down" är bandets första singel som kvartett. Singeln streamades 2 030 000 gånger i Storbritannien första veckan efter att den hade släppts.
Albumet innehåller låtar skrivna av Kelly Clarkson, Tom Fletcher och Ed Sheeran.
One Direction förkortas även till 1D. Fansen brukar kallas för Directioners.
Den 24 augusti 2015 meddelade gruppen att man skulle ta en 18 månaders paus med start i mars 2016, efter att deras femte album färdigställts. Gruppen kom dock aldrig att återuppta sitt arbete. Flera av medlemmarna solodebuterade efter att gruppen pausats. Fram till år 2020 hade bandet sålt totalt 70 miljoner skivor över hela världen.

## Medlemmar
- Niall James Horan, född 13 september 1993 (31 år) i Mullingar, Irland. Niall var elev på Coláiste Mhuire, en Christian Brothers school för pojkar, där han var med i skolkören.
- Liam James Payne, född 29 augusti 1993 (31 år) i Wolverhampton, England, död 16 oktober 2024.
- Harry Edward Styles, född 1 februari 1994 (31 år) i Redditch, och flyttade senare till Holmes Chapel, Cheshire, England.
- Louis William Tomlinson, född som Louis Troy Austin den 24 december 1991 (33 år) i Doncaster, England, startade sin sångkarriär år 2010 i programmet "X Factor".

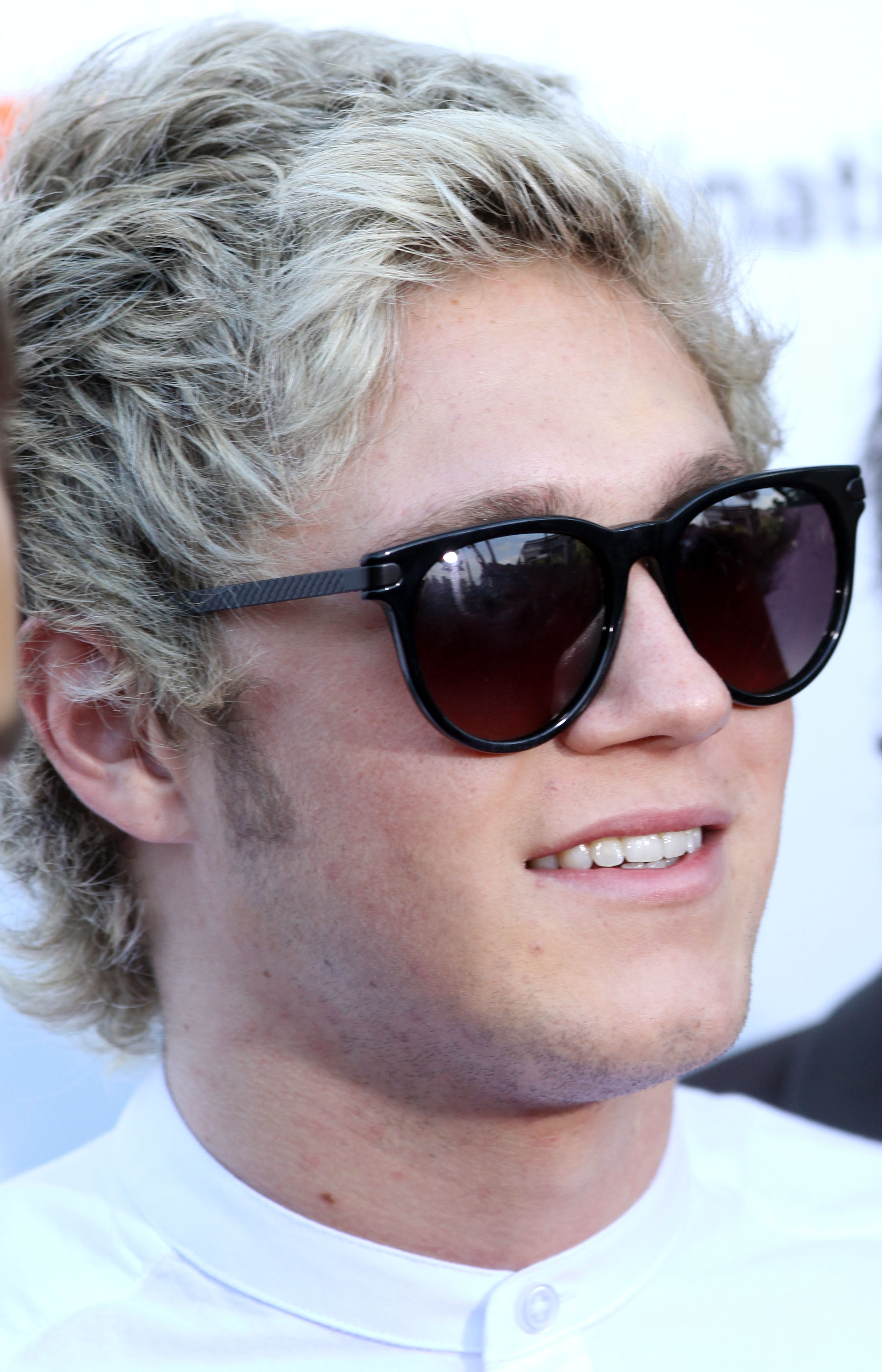
Niall Horan 2014
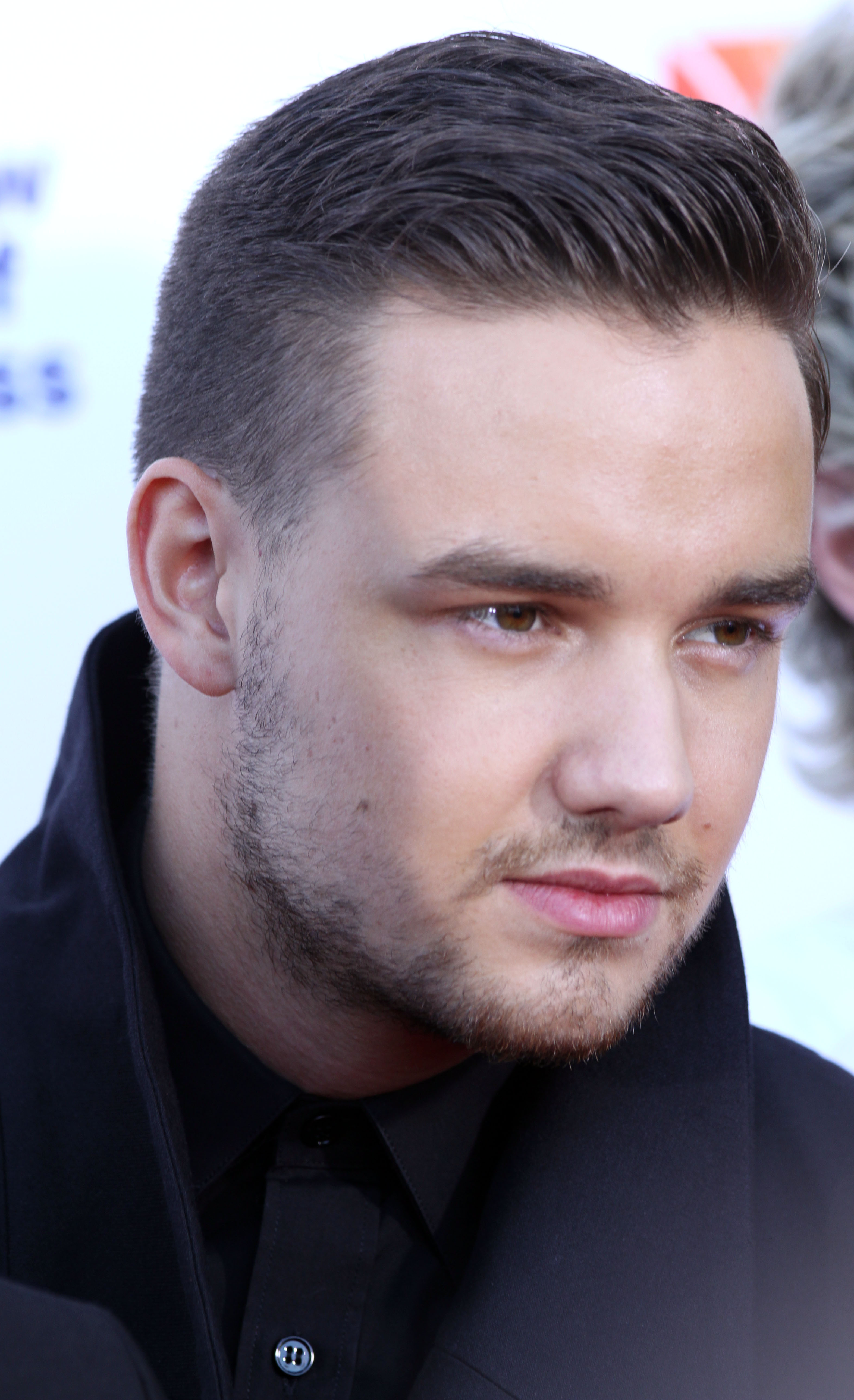
Liam Payne 2014
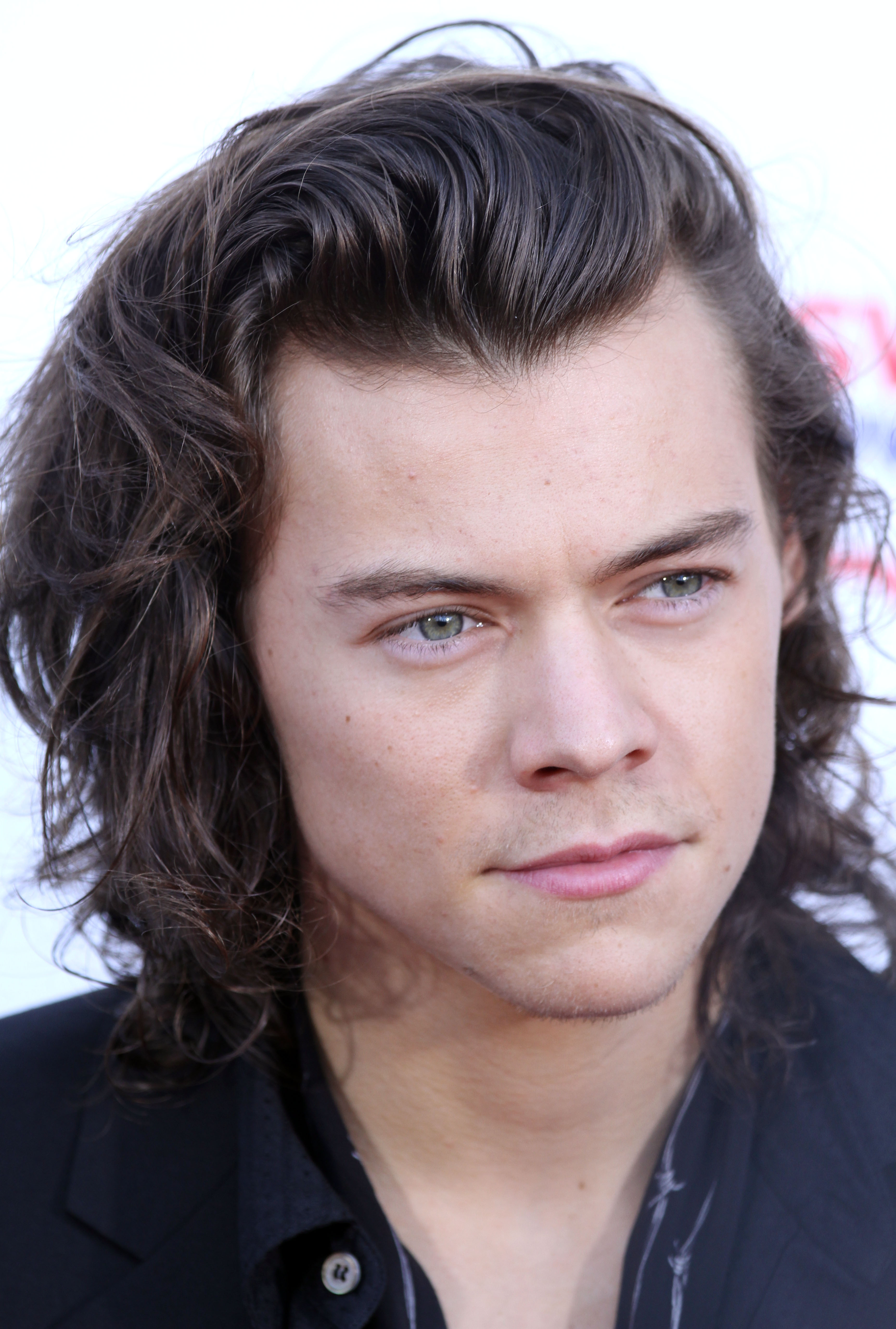
Harry Styles 2014
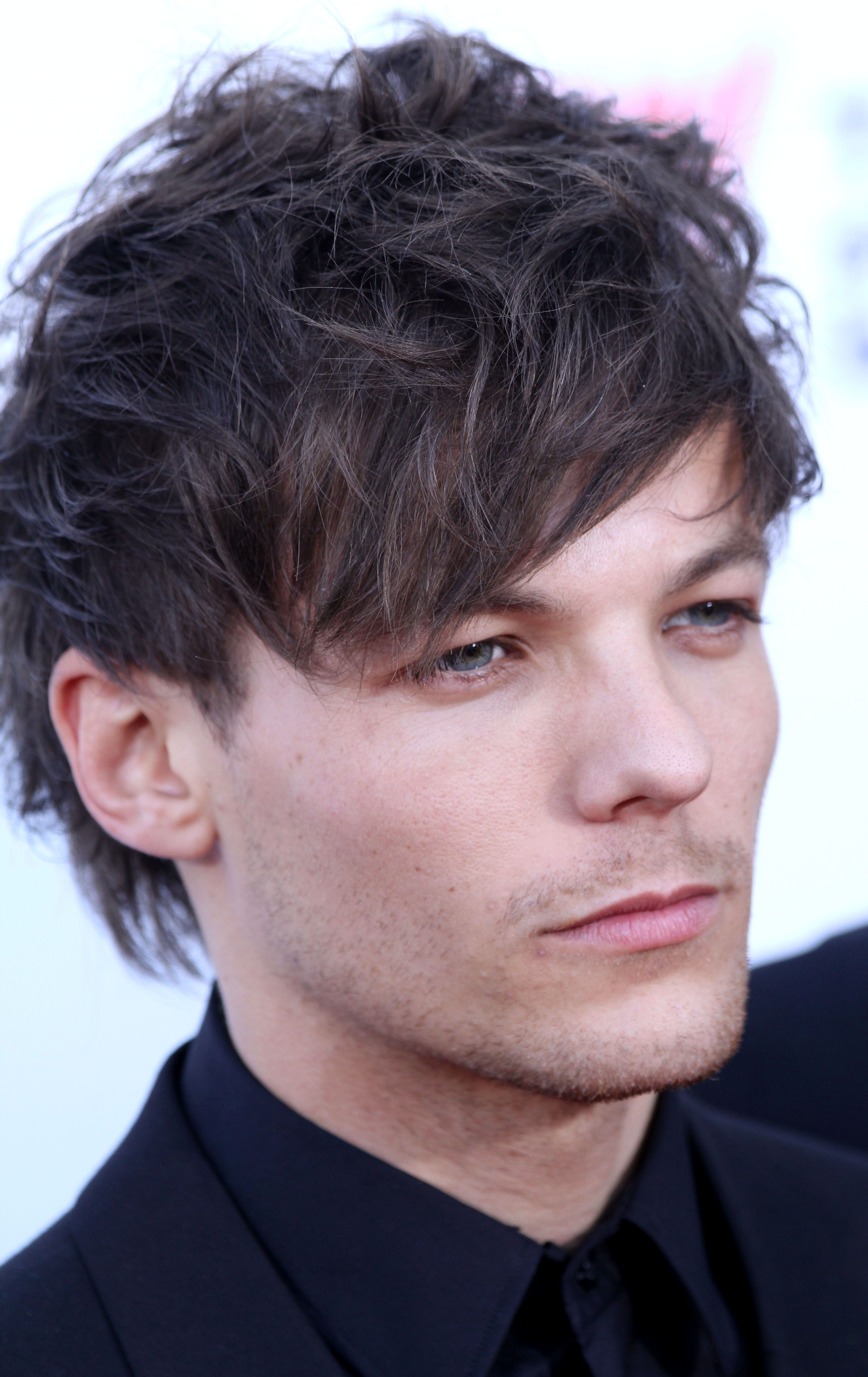
Louis Tomlinson 2014
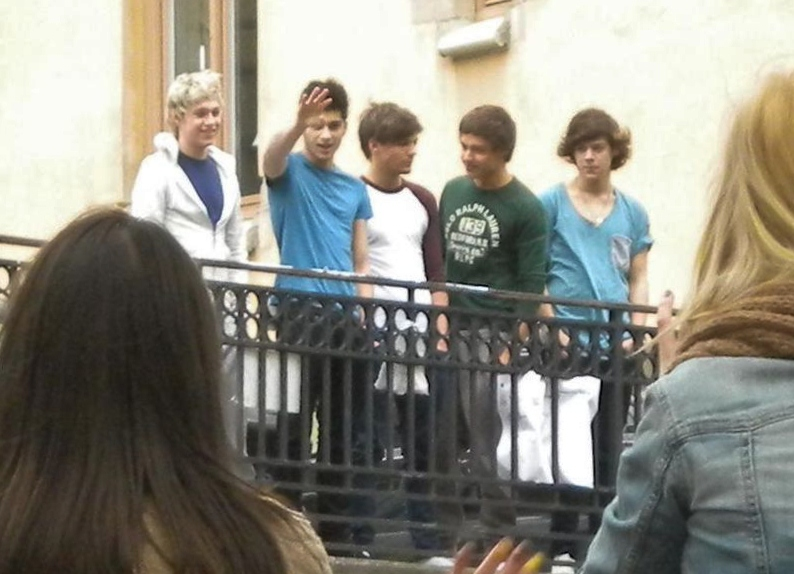
Gruppen (då fem) i Stockholm 2012

### Tidigare medlemmar
- Zain (Zayn) Javadd Malik, född den 12 januari 1993 (32 år) i Bradford, West Yorkshire i England. Malik meddelade 25 mars 2015 att han skulle lämna gruppen.[7]

## Artisteri
One Directions debutstudioalbum, Up All Night (2011), är främst en popmusikskiva, som innehåller inslag av tonårspop, danspop, poprock, med syntpop och rockinflytande. Låtarna "One Thing" och "What Makes You Beautiful" uppmärksammades särskilt för kombinationen av powerpop, poprock och för deras "kraftfulla" refränger.
Deras andra studioalbum, Take Me Home (2012), kännetecknas av framträdande elektriska gitarriff, ljusa synteser, ett homogent ljud och budskap och av auto-tune. Jon Caramanica från The New York Times, ansåg att albumet är "mycket mer mekaniskt" än deras debutalbum, även om han noterade att det är ljudmässigt och lyriskt likartat. Albumets texter talar om att bli förälskad, obesvarad kärlek och svartsjuka.
Deras tredje album Midnight Memories (2013) är en poprock-skiva, en liten avvikelse från bandets ursprungliga genre tonårspop. Liam Payne kallade Midnight Memories för ett "något rockigare och coolare" album än deras tidigare material. Albumet är starkt influerat av 1980-talets rock. Albumets textmässiga teman kretsar främst om kärlek, hjärtesorg och sex. Många kritiker berömde det textmässiga djupet och den musikaliska kompositionen, liksom gruppens engagemangsnivå i produktionsprocessen.

## Diskografi

### Studioalbum
| År   | Albuminformation  | Utgivningsdatum | Kommentar         |
| ---- | ----------------- | --------------- | ----------------- |
| 2011 | Up All Night      | 21 november     | 1:a studioalbumet |
| 2012 | Take Me Home      | 9 november      | 2:a studioalbumet |
| 2013 | Midnight Memories | 25 november     | 3:e studioalbumet |
| 2014 | Four              | 17 november     | 4:e studioalbumet |
| 2015 | Made In The AM    | 13 november     | 5:e studioalbumet |

### Singlar
| År   | Singel                               |
| ---- | ------------------------------------ |
| 2011 | "What Makes You Beautiful"           |
| 2011 | "Gotta Be You"                       |
| 2012 | "One Thing"                          |
| 2012 | "More than This"                     |
| 2012 | "Live While We're Young"             |
| 2012 | "Little Things"                      |
| 2013 | "Kiss You"                           |
| 2013 | "One Way or Another (Teenage Kicks)" |
| 2013 | "Best Song Ever"                     |
| 2013 | "Story of My Life"                   |
| 2014 | "Midnight Memories"                  |
| 2014 | "You & I"                            |
| 2014 | "Steal My Girl"                      |
| 2014 | "Night Changes"                      |
| 2015 | "Drag Me Down"                       |
| 2015 | "Perfect"                            |
| 2015 | "History"                            |

## Turnéer
- Up All Night Tour (2011-12)
- Take Me Home Tour (2013)
- Where We Are Tour (2014)
- On The Road Again Tour (2015)

## Filmografi
| År      | Title                                          | Noteringar                                   |
| ------- | ---------------------------------------------- | -------------------------------------------- |
| 2010    | The X Factor                                   | Tävlande: Säsong 7                           |
| 2012    | iCarly Up All Night: The Live Tour             | Avsnitt: iGo One Direction Video Album       |
| 2012-14 | Saturday Night Live                            | Musikaliska gäster: S37 E18, S39 E8, S40 E10 |
| 2013    | One Direction: This Is Us                      | Dokumentär, konsertfilm                      |
| 2014    | One Direction: Where We Are - The Concert Film | Konsertfilm                                  |